# Polmonite atipica
Per polmonite atipica si intende una polmonite causata da microrganismi meno frequentemente associati a questa patologia.

## Storia
Venne descritta per la prima volta da Reimann, nel 1938, il quale coniò il termine "polmonite atipica primaria", dopo aver osservato 7 pazienti con sintomi respiratori, sintomi sistemici, decorso protratto e guarigione graduale.

## Eziologia
Gli agenti eziologici più frequenti sono Mycoplasma pneumoniae, Legionella pneumophila e Chlamydophila pneumoniae, Chlamydophila psittaci (psittacosi),  Francisella tularensis (tularemia), e Coxiella burnetii (febbre Q).

## Caratteristiche
Alcune caratteristiche la definiscono come atipica:
- meno frequenti delle polmoniti "tipiche" da Streptococcus pneumoniae, Haemophilus influenzae, Staphylococcus;
- ha generalmente decorso subacuto;
- causano spesso un interessamento sistemico multiorgano (quadro caratteristico di tutte le polmoniti atipiche);
- non rispondono agli antibiotici beta-lattamici.

## Clinica

### Polmonite daMycoplasma pneumoniae
Si tratta della forma più comune di polmonite atipica primaria. Colpisce soprattutto bambini ed adolescenti mentre gran parte degli adulti sono immuni in seguito a precedenti esposizioni. Benché l'esposizione a M. pneumoniae dia luogo nella maggior parte dei casi ad una colonizzazione asintomatica, una parte dei pazienti, dopo 10-14 giorni di incubazione, può sviluppare  tracheobronchite che a sua volta può degenerare in una polmonite. Il quadro è caratterizzato da febbre moderata, tosse secca non produttiva che col tempo diventa mucoide o più raramente mucopurulenta, cefalea, malessere mentre a differenza di altre forme di polmonite non sono comuni dispnea, mialgie, artralgie e sintomi gastrointestinali. In una piccola parte dei pazienti possono manifestarsi complicanze gravi quali meningite, encefalite, paralisi, neuropatia periferica, sindrome di Guillain-Barré e più raramente pericardite, miocardite, anemia emolitica autoimmune (soprattutto nei bambini), artrite e quadri dermatologici come eritema nodoso, eritema multiforme, sindrome di Stevens-Johnson. La sintomatologia persiste generalmente per circa 2 settimane. All'RX torace si rilevano infiltrati localizzati soprattutto alle basi. La diagnosi di conferma si ottiene con la ricerca degli anticorpi anti-M. pneumoniae tramite fissazione del complemento o con test immunoenzimatici che possiedono maggiore sensibilità. La conferma si può ottenere mediante lavaggio broncoalveolare o prelievo dell'espettorato e successiva coltura ma la tecnica richiede tempi lunghi ed è grava da percentuali di successo relativamente basse. La terapia si basa sulla somministrazione di un'antibioticoterapia a base di una tetraciclina o di un fluorochinolone negli adulti mentre per i bambini si utilizza l'eritromicina. Il batterio è intrinsecamente resistente a penicilline, cefalosporine e vancomicina non avendo la parete cellulare.